# Antoine de Bournonville
Pour les articles homonymes, voir Bournonville (homonymie).
Pour les autres membres de la famille, voir Maison de Bournonville.
Antoine de Bournonville, né vers 1403 et mort le 1er octobre 1480, est un chef de guerre des armées bourguignonnes pendant la Guerre de Cent Ans et après. Il est issu d'un lignage noble de seigneurs du Boulonnais qui a donné plusieurs capitaines, dont son père Enguerrand de Bournonville, son oncle Aleaume de Bournonville et son cousin Lyonnel de Bournonville.
Pendant la guerre des Armagnacs contre les Bourguignons, il combat dans les rangs bourguignons et participe très probablement à la capture de Jeanne d'Arc à Compiègne en 1430. Bien qu'adoubé par le futur Louis XI, il reste au service des ducs de Bourgogne jusqu'à la mort du dernier, Charles le Téméraire, et se rallie alors au roi de France.
Il possède la seigneurie de Bournonville et d'autres fiefs du Boulonnais, mais élargit ses possessions en s'implantant ailleurs en Picardie, en Champagne et en Barrois.
Au XIXe siècle, on croit retrouver le tombeau de son père Enguerrand de Bournonville dans l'église de Marle et on le reconstruit, mais cette tombe était plutôt celle d'Antoine de Bournonville.

## Biographie

### Un lignage de seigneurs du Boulonnais
Antoine de Bournonville est issu de la famille de Bournonville, lignage noble de seigneurs implantés dans le Boulonnais et qui y possède de nombreuses seigneuries. Né vers 1403, il est le fils d'Enguerrand de Bournonville  et de sa femme Julienne de La Motte, qui se sont mariés vers 1400-1401. Elle est l'héritière des seigneuries de Pernes, Havenquerque et Huplandre (toutes deux dans l'actuelle commune de Pernes). Antoine de Bournonville est le neveu d'Aleaume de Bournonville et le cousin de Lyonnel de Bournonville. Tous ces seigneurs sont des capitaines dans les rangs bourguignons. Son prénom, Antoine, est lié à une dévotion particulière à saint Antoine que l'on retrouve dans la maison de ses seigneurs, les ducs de Bourgogne.
Antoine de Bournonville a une sœur cadette, Béatrice, qui épouse Florent de Calonne, écuyer, seigneur de Courtebourne (dans la commune actuelle de Licques).
Il se marie deux fois :
- en 1428, il épouse Péronne Blondel, fille de Jean II Blondel, seigneur de Longvilliers ;
- dans les années 1440, il se remarie avec Jeanne de Thourotte, fille de Gaucher de Thourotte, chevalier, seigneur de Loisy et de Raouline de Conflans[Sch 3].

De son premier mariage, Antoine de Bournonville a trois enfants :
- Louis, chevalier, seigneur de Bournonville, mort avant 1497, qui épouse Claire de Beauvoir, fille de Jean, seigneur de Beauvoir, et de Marie Quiéret ;
- Pierre, écuyer, seigneur de Ricarville-du-Val, en Normandie ;
- Jeanne, qui épouse en premières noces un écuyer picard, Raoul de La Bove seigneur de Cilly, puis, en 1464, Guillaume de Choiseul, seigneur de Clefmont, en Bassigny[Sch 4].

Les prénoms de Louis et de Pierre attestent des liens entre Antoine de Bournonville et la maison de Luxembourg-Saint-Pol : Louis de Luxembourg-Saint-Pol, en tant que comte de Saint-Pol, est son seigneur direct et le prénom Pierre peut renvoyer au saint de la famille, le bienheureux Pierre de Luxembourg.
Du second mariage d'Antoine de Bournonville est née Marguerite, qui épouse un Champenois, Jean de Conflans, seigneur de Saponay et de Viels-Maisons.

### Un jeune héritier
Antoine de Bournonville est mineur à la mort de son père Enguerrand de Bournonville, décapité à Soissons en 1414 sur ordre du roi de France. Il est placé sous la garde de son cousin Pierre de Luxembourg-Saint-Pol, qui est encore son baillistre en décembre 1417, mais plus en 1420, date à laquelle Antoine de Bournonville apparaît comme majeur. Il bénéficie de la protection de Jean sans Peur dès son jeune âge. Dès le 3 juin 1414, une semaine à peine après l'exécution de son père, le duc de Bourgogne institue Antoine de Bournonville châtelain du château d'Éperlecques, fonction rémunératrice, à la place de son père Enguerrand. Cette fonction est alors déléguée à un lieutenant.
L'année suivante, son oncle Aleaume de Bournonville meurt à la bataille d'Azincourt, dans les rangs français. Antoine devient donc le chef de la branche aînée de la famille et hérite des possessions d'Aleaume.

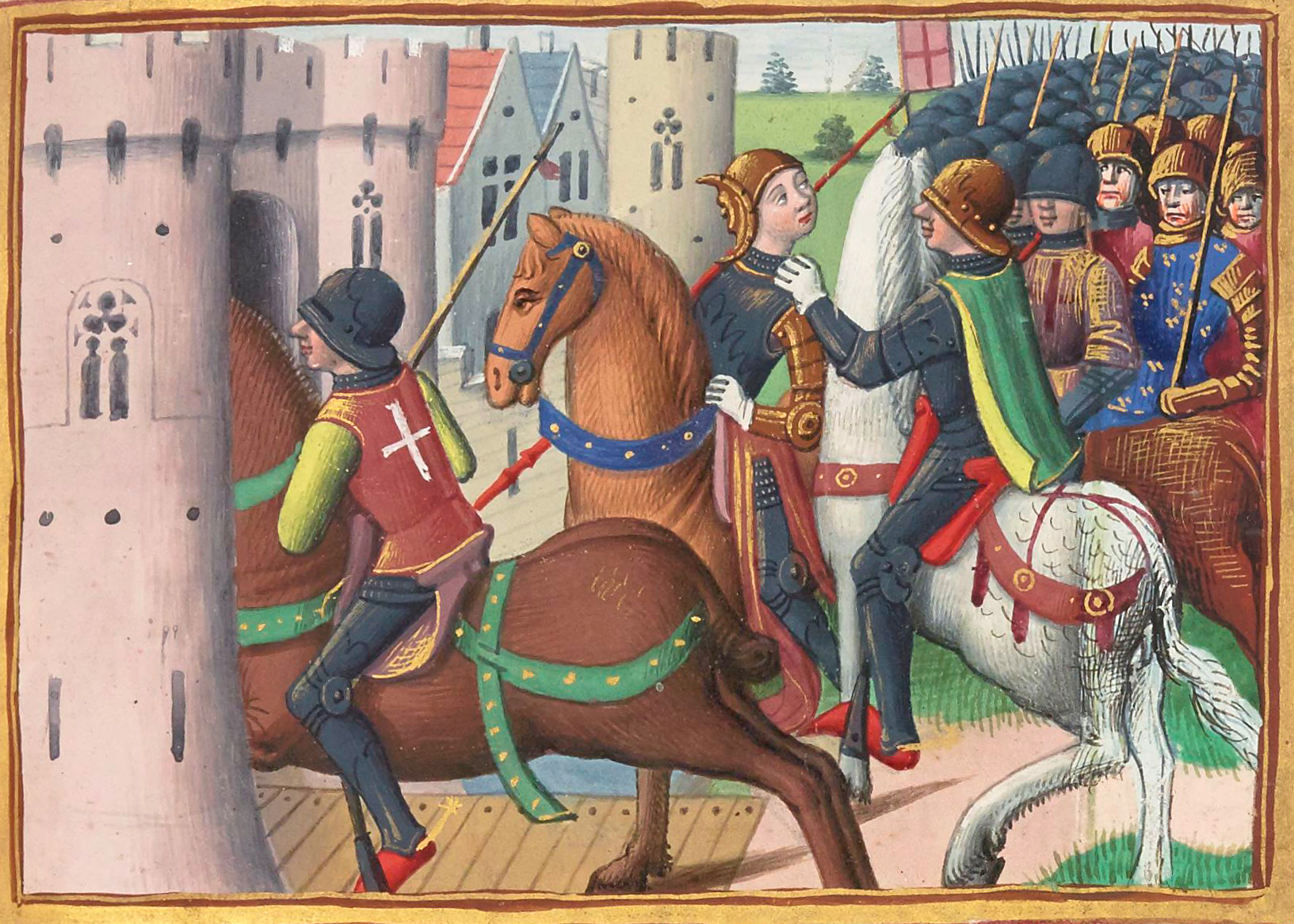
La capture de Jeanne d'Arc par les Bourguignons lors du siège de Compiègne. Miniature extraite des Vigiles du roi Charles VII

### La capture de Jeanne d'Arc
En 1430, Antoine de Bournonville, combat, comme les autres hommes de sa famille, dans les rangs bourguignons, dans la compagnie commandée par Jean de Luxembourg-Saint-Pol. Ils assiègent Compiègne défendue par l'armée royale et, le 23 mai 1430, font prisonnière Jeanne d'Arc, qui avait tenté une sortie en compagnie de Guillaume de Flavy. Cet épisode est raconté dans la Chronique des Cordeliers (la date indiquée est fausse) :

« Dedens Compiegne se tenoient la Pucelle, a grant compaignie de gens, et tousjours yssoit elle hors au front devant et faisoit merveilles de son corps et de ses parolles, en donnant cuer a ses gens de bien faire le besongne et tant que le XXVIIe jour de may, a une saillie que elle fist, elle et le lieutenant Willaume de Flavy, pour lors cappitaine [de Compiengne] firent merveilles d'armes. Et estoient bien XVI hommes. La y sourvint messire Jehan de Luxembourcq en personne au secours des Engloix qui estoient fort assaillis. Et y eubt crueulx estour et estequis ; mais en fin fu la Pucelle prise et detenue par le bastard de Vendomme et Anthoine de Bournonville, qui estoient de la compaignie et de l'ostel dudit Luxembourcq. »

Les sources citent régulièrement le bâtard de Wandonne comme responsable de la capture de Jeanne d'Arc. Ce texte est le seul à y associer Antoine de Bournonville, mais le fait que ce témoignage soit unique ne l'invalide pas, le compagnonnage entre les Wandonne et les Bournonville étant attesté par ailleurs. Les deux capitaines ont donc probablement partagé une partie de la rançon de Jeanne d'Arc après l'avoir cédée à leur chef, Jean de Luxembourg-Saint-Pol. C'est en effet ce dernier qui la livre ensuite aux Anglais. Cette capture s'explique sans qu'il soit besoin de recourir à l'hypothèse d'une trahison.

### L'élargissement de l'assise territoriale
Antoine de Bournonville, chef de la branche aînée est seigneur de Bournonville, de Conteville et de Lianne, château situé dans l'actuelle commune de Beaurainville, qui surplombe et surveille la Canche. Il hérite ces fiefs de son oncle et de son père. Il est également, par l'héritage de sa mère, seigneur Pernes, Havenquerque et Huplandre (terres toutes deux situées dans la commune actuelle de Pernes).
Son premier mariage permet à Antoine de Bournonville de sortir du Boulonnais en acquérant la seigneurie de Toutencourt, en Amiénois, héritage maternel de sa femme Péronne Blondel. Il agrandit cette possession en achetant en 1443 le fief tout proche du Quesnoy-lès-Puchevilliers, situé dans l'actuelle commune de Puchevilliers. Son second mariage avec Jeanne de Thourotte lui apporte des seigneuries dans une autre région : Contrisson en Barrois, Somme-Vesle en Champagne et un autre fief champenois qui prend le nom de Bournonville et qui est situé sur les actuelles communes de Le Vieil-Dampierre et de La Neuville-aux-Bois.
Antoine de Bournonville est également gouverneur du comté de Marle, au nom de la comtesse, Jeanne de Bar, femme de Louis de Luxembourg-Saint-Pol. Il est attesté dans cette fonction en 1461 et ne l'exerce plus en 1472. Il acquiert un fief entre Marle et Thiernu, qui prend le nom de Bournonville. Son attachement à Marle perdure : quand il meurt en 1480, c'est dans l'église de Marle qu'il est enterré.

### Du service du duc de Bourgogne à celui du roi de France
Quand, après la guerre des Armagnacs contre les Bourguignons, le duc de Bourgogne se réconcilie avec le roi de France, Antoine de Bournonville fait la guerre pour ce dernier. On le voit ainsi en campagne en Normandie en 1443 au service du dauphin Louis, le futur Louis XI. Conformément aux habitudes, le dauphin adoube Antoine de Bournonville, en compagnie d'autres chefs de guerre, juste avant qu'ils partent à l'assaut de la ville de Dieppe, le 14 août 1443.
Il devient donc chevalier alors qu'il a environ 40 ans. Dans le lignage de Bournonville, les aînés, comme Antoine, son oncle Aleaume, Louis, fils aîné d'Antoine, ou leur cousin Lyonnel, sont chevaliers alors que les cadets, comme Enguerrand le père d'Antoine ou Pierre le second fils de celui-ci, sont seulement écuyers.
Après la mort de Charles le Téméraire, Louis XI prend le contrôle du Boulonnais et les Bournonville se rallient alors au roi.

### Confusion autour du tombeau de Marle

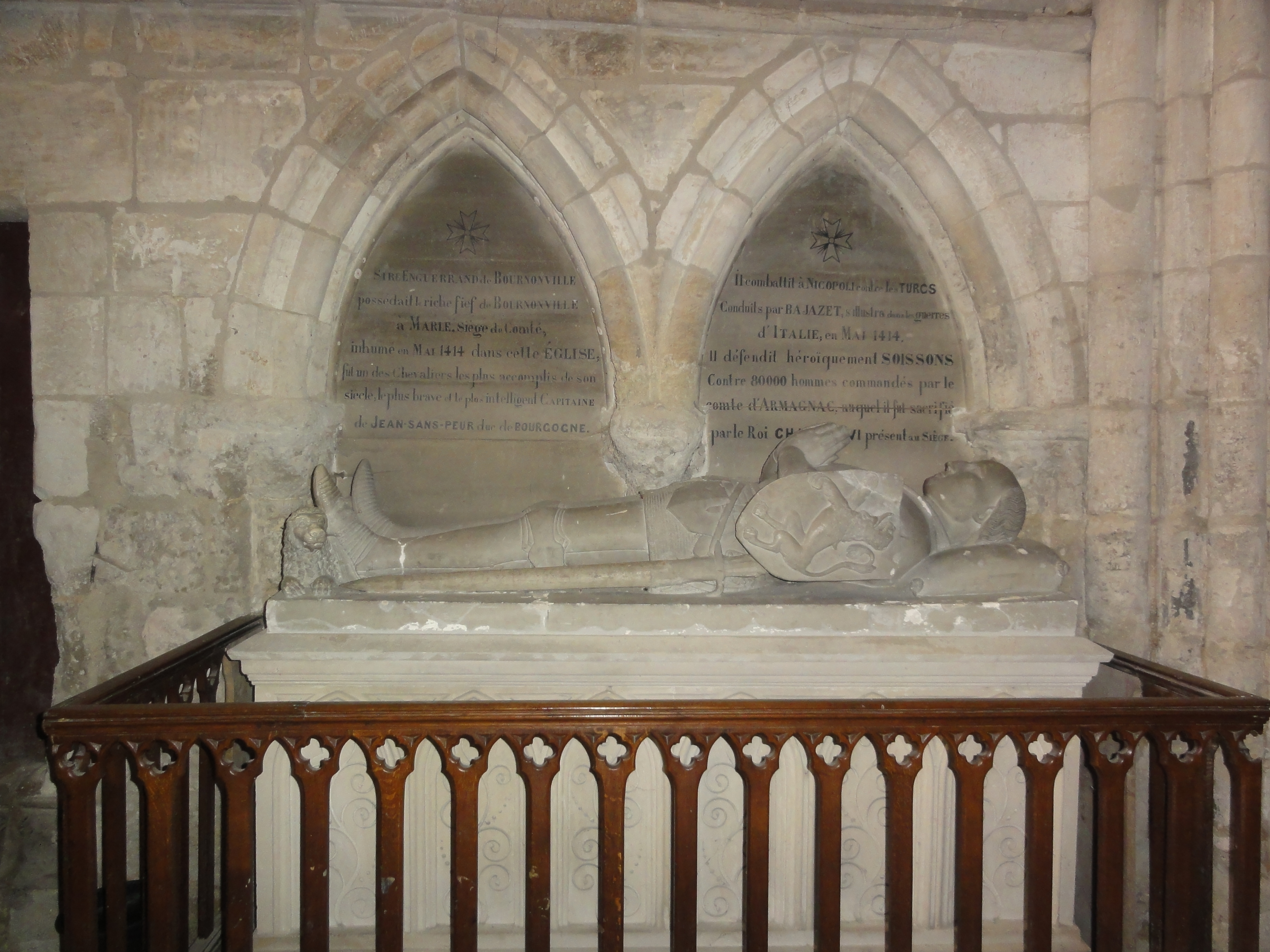
Tombeau faussement attribué à Enguerrand de Bournonville, dans l'église de Marle

Dans le bas-côté nord de l'église de Marle, un tombeau avec un gisant est présenté comme étant celui d'Enguerrand de Bournonville. Il est classé monument historique, comme l'ensemble de l'église.
Originellement placé dans une chapelle latérale du bras sud du transept, qui semble avoir été couramment appelée chapelle de Bournonville, le tombeau est déplacé et presque totalement reconstitué vers 1850. En effet, l'original, dont il ne reste quasiment plus rien actuellement, est alors très mutilé. La tombe originelle est fouillée en 1867 sous la direction de l'abbé Palant et on y trouve un corps, identifié à Enguerrand de Bournonville. 
En fait, il est prouvé par un document de 1634 que cette tombe est celle d'Antoine de Bournonville et non celle de son père Enguerrand. Mais ensuite, le souvenir d'Antoine se perd et, au XIXe siècle, le nom de Bournonville ne fait plus référence qu'à Enguerrand.
Quant au corps d'Enguerrand de Bournonville, une note d'un manuscrit généalogique du XVIIe siècle montre qu'il a été enseveli en novembre 1414 dans l'église Saint-Médard de Soissons, dont il ne reste plus rien.

## Héraldique
La famille porte les armoiries suivantes : De sable au lion d'argent. Les Bournonville adoptent probablement ces armes après le mariage de Jean II de Bournonville avec Mahaut de Fiennes. En effet, elles sont l'exacte inversion de celles du frère de Mahaut, Robert de Fiennes.
Les armes figurant un lion couronné avec la queue fourchue en sautoir ne sont adoptées par les Bournonville qu'au début du XVIIe siècle.